# Pittosporum leroyanum
Pittosporum leroyanum är en tvåhjärtbladig växtart som beskrevs av C. Tirel och J.-m. Veillon. Pittosporum leroyanum ingår i släktet Pittosporum och familjen Pittosporaceae. Inga underarter finns listade.